# Eclipophleps tarbinskii
Eclipophleps tarbinskii är en insektsart som beskrevs av Orishchenko 1960. Eclipophleps tarbinskii ingår i släktet Eclipophleps och familjen gräshoppor. Inga underarter finns listade i Catalogue of Life.